# سن-لئونار-داستون، کبک
سن-لئونار-داستون (به فرانسوی: Saint-Léonard-d'Aston) شهری در منطقه شهری نیکوله-یاماسکا ناحیه سانتر-دو-کبک در استان کبک کانادا است. در سرشماری سال ۲۰۱۱ این شهر ۲٬۱۷۴ نفر جمعیت داشته‌است و مساحت آن ۸۱٫۸۳ کیلومتر مربع است.